# Listă de serii cu peste zece filme
Aceasta este o listă de serii care au mai mult de 10 filme.

Legenda:
- (A) – Serie de filme 100% animate
- (a) – Serie de filme care nu sunt 100% animate și conțin filme artistice ca sequel sau prequel
- (TV) – film de televiziune
- (V) – direct pe video
- (*) – serial TV atașat

## 11 filme
- The Adventures of Mary-Kate & Ashley
  1. The Adventures of Mary-Kate & Ashley: The Case of the Christmas Caper (1995) (V)
  2. The Adventures of Mary-Kate & Ashley: The Case of the Fun House Mystery (1994) (V)
  3. The Adventures of Mary-Kate & Ashley: The Case of the Hotel Who-Done-It (1994) (V)
  4. The Adventures of Mary-Kate & Ashley: The Case of the Logical i Ranch (1994) (V)
  5. The Adventures of Mary-Kate & Ashley: The Case of the Mystery Cruise (1995) (V)
  6. The Adventures of Mary-Kate & Ashley: The Case of the SeaWorld Adventure (1995) (V)
  7. The Adventures of Mary-Kate & Ashley: The Case of the Shark Encounter (1995) (V)
  8. The Adventures of Mary-Kate & Ashley: The Case of Thorn Mansion (1994) (V)
  9. The Adventures of Mary-Kate & Ashley: The Case of the U.S. Space Camp Mission (1997) (V)
  10. The Adventures of Mary-Kate & Ashley: The Case of the United States Navy Adventure (1997) (V)
  11. The Adventures of Mary-Kate & Ashley: The Case of the Volcano Mystery (1997) (V)
- The Aldrich Family *
  1. What a Life (1939)
  2. Life with Henry (1941)
  3. Henry Aldrich for President (1941)
  4. Henry Aldrich, Editor (1942)
  5. Henry and Dizzy' (1942) 
  6. Henry Aldrich Swings It (1943)
  7. Henry Aldrich Gets Glamour (1943)
  8. Henry Aldrich Haunts a House (1943)
  9. Henry Aldrich, Boy Scout (1944)
  10. Henry Aldrich Plays Cupid (1944)
  11. Henry Aldrich's Little Secret (1944)
- Coffin Joe
  1. At Midnight I'll Take Your Soul (1963)
  2. This Night I'll Possess Your Corpse (1967)
  3. The Strange World of Coffin Joe (1968)
  4. Awakening of the Beast (1970)
  5. The End of Man (1970)
  6. The Bloody Exorcism of Coffin Joe (1974)
  7. The Strange Hostel of Naked Pleasures (1976)
  8. Hellish Flesh (1977)
  9. Hallucinations of a Deranged Mind (1978)
  10. Perversion (1979)
  11. Embodiment of Evil (2008) (aka Encarnação do Demônio))
- Madame Aema
  1. Madame Aema (1982)
  2. Madame Aema 2 (1984)
  3. Madame Aema 3 (1985)
  4. Madame Aema 4 (1990)
  5. Madame Aema 5 (1991)
  6. Madame Aema 6 (1992)
  7. Madame Aema 7 (1992)
  8. Madame Aema 8 (1993)
  9. Madame Aema 9 (1993)
  10. Madame Aema 10 (1994)
  11. Madame Aema 11 (1995)
- The Muppets ****
  1. The Muppet Movie (1979)
  2. The Great Muppet Caper (1981)
  3. The Muppets Take Manhattan (1984)
  4. Sesame Street presents Follow That Bird (1985)
  5. The Muppet Christmas Carol (1992)
  6. The Adventures of Elmo in Grouchland (1999)
  7. Muppet Treasure Island (1996)
  8. Muppets From Space (1999)
  9. It's a Very Merry Muppet Christmas Movie (2002) (TV)
  10. The Muppets' Wizard of Oz (2005) (TV)
  11. The Muppets (2011)
- Mystery Woman
  1. Mystery Woman (2003) (TV)
  2. Mystery Woman: Mystery Weekend (2005) (TV)
  3. Mystery Woman: Snapshot (2005) (TV)
  4. Mystery Woman: Sing Me a Murder (2005) (TV)
  5. Mystery Woman: Vision of a Murder (2005) (TV)
  6. Mystery Woman: Game Time (2005) (TV)
  7. Mystery Woman: At First Sight (2006) (TV)
  8. Mystery Woman: Wild West Mystery (2006) (TV)
  9. Mystery Woman: Oh Baby (2006) (TV)
  10. Mystery Woman: Redemption (2006) (TV)
  11. Mystery Woman: In the Shadows (2007) (TV)

- Shaft *
  1. Shaft (1971)
  2. Shaft's Big Score! (1972)
  3. Shaft in Africa (1973)
  4. Shaft: The Enforcers (1973) (TV)
  5. Shaft: The Killing (1973) (TV)
  6. Shaft: Hit-Run (1973) (TV)
  7. Shaft: The Kidnapping (1973) (TV)
  8. Shaft: Cop Killer (1974) (TV)
  9. Shaft: The Capricorn Murders (1974) (TV)
  10. Shaft: The Murder Machine (1974) (TV)
  11. Shaft (2000)
- Squadra antiscippo
  1. Squadra antiscippo (1976)
  2. Squadra antifurto (1976)
  3. Squadra antitruffa (1977)
  4. Squadra antimafia  (1978)
  5. Assassinio sul Tevere (1979)
  6. Squadra antigangsters (1979)
  7. Delitto a Porta Romana (1980)
  8. Delitto al ristorante cinese (1981)
  9. Delitto sull'autostrada (1982)
  10. Delitto in formula Uno (1984)
  11. Delitto al Blue Gay  (1984)
- Strange As It Seems
  1. Strange As It Seems#3 (1931)
  2. Strange As It Seems#16 (1932)
  3. Strange As It Seems#17 (1932)
  4. Strange As It Seems#18 (1932)
  5. Strange As It Seems#36 (1934)
  6. Strange As It Seems#37 (1934)
  7. Strange As It Seems#38 (1934)
  8. Strange As It Seems#30 (1934)
  9. Strange As It Seems#1 (1934)
  10. Strange As It Seems#2 (1934)
  11. Strange As It Seems#39 (1934)
- Young and Dangerous
  1. Young and Dangerous (1996)
  2. Young and Dangerous 2 (1996)
  3. Young and Dangerous 3 (1996)
  4. Once Upon A Time in Triad Society (1996) (spin-off)
  5. Young and Dangerous 4 (1997)
  6. Young and Dangerous 5 (1998)
  7. Portland Street Blues (1998) (spin-off)
  8. Young and Dangerous: The Prequel (1998) (prequel)
  9. The Legendary Tai Fei (1999) (spin-off)
  10. Those Were the Days (2000) (spin-off)
  11. Young and Dangerous 6: Born To Be King (2000)

## 12 filme
- Bomba, the Jungle Boy
  1. Bomba, the Jungle Boy (1949)
  2. Bomba on Panther Island (1949)
  3. The Lost Volcano (1950)
  4. Bomba and the Hidden City (1950)
  5. The Lion Hunters (1951)
  6. The Elephant Stampede (1951)
  7. African Treasure (1952)
  8. Bomba and the Jungle Girl (1952)
  9. Safari Drums (1953)
  10. The Golden Idol (1954)
  11. Killer Leopard (1954)
  12. Lord of the Jungle (1955)
- Friday the 13th *
  1. Friday the 13th (1980)
  2. Friday the 13th Part 2 (1981)
  3. Friday the 13th Part III (1982)
  4. Friday the 13th: The Final Chapter (1984)
  5. Friday the 13th: A New Beginning (1985)
  6. Friday the 13th Part VI: Jason Lives (1986)
  7. Friday the 13th Part VII: The New Blood (1988)
  8. Friday the 13th Part VIII: Jason Takes Manhattan (1989)
  9. Jason Goes to Hell: The Final Friday (1993)
  10. Jason X (2002)
  11. Freddy vs. Jason (2003)
  12. Friday the 13th (2009) (reboot)
- Gamera
  1. Gamera (1965)
  2. Gamera vs. Barugon (1966)
  3. Gamera vs. Gyaos (1967)
  4. Gamera vs. Viras (1968)
  5. Gamera vs. Guiron (1969)
  6. Gamera vs. Jiger (1970)
  7. Gamera vs. Zigra (1971)
  8. Gamera: Super Monster (1980)
  9. Gamera: Guardian of the Universe (1995)
  10. Gamera 2: Advent of Legion (1996)
  11. Gamera 3: Awakening of Irys (1999)
  12. Gamera the Brave (2006)
- The Hombre Lobo Series (aka The Waldemar Daninsky Series)
  1. La Marca del Hombre Lobo (Mark of the Wolf Man) (1968)
  2. Las Noches del Hombre Lobo (The Nights of the Wolf Man) (1968)
  3. Los Monstruos del Terror (The Monsters of Terror) (1969)
  4. La Furia del Hombre Lobo (Fury of the Wolf Man) (1970)
  5. La Noche de Walpurgis (Walpurgis Night) (1970)
  6. Dr. Jekyll y el Hombre Lobo (Dr. Jekyll and the Wolf Man) (1971)
  7. El Retorno de Walpurgis (The Return of Walpurgis) (1972) (aka Curse of the Devil)
  8. La Maldicion de la Bestia (Curse of the Beast) (1975)
  9. El Retorno del Hombre Lobo (Return of the Wolf Man) (1980)
  10. La Bestia y la Espada Magica (The Beast and the Magic Sword) (1983)
  11. Licántropo (Lycantropus: The Moonlight Murders) (1996) (aka The Full Moon Killer)
  12. Tomb of the Werewolf (2004)
- Joe Palooka *
  1. Palooka (1934)
  2. Joe Palooka, Champ (1946)
  3. Gentleman Joe Palooka (1946)
  4. Joe Palooka in the Knockout (1947)
  5. Joe Palooka in Fighting Mad (1948)
  6. Joe Palooka in Winner Take All (1948)
  7. Joe Palooka in the Big Fight (1949)
  8. Joe Palooka in the Counterpunch (1949)
  9. Joe Palooka Meets Humphrey (1950)
  10. Joe Palooka in Humphrey Takes a Chance (1950)
  11. Joe Palooka in the Squared Circle (1950)
  12. Joe Palooka in Triple Cross (1951)
- L.E.T.H.A.L. Ladies (aka Triple-B, Bullets, Bombs and Babes)
  1. Malibu Express (1985)
  2. Hard Ticket to Hawaii (1987) (aka Piège Mortel à Hawaï)
  3. Picasso Trigger (1988)
  4. Savage Beach (1989)
  5. Guns (1990)
  6. Do or Die (1991) (aka Girls, Games & Guns)
  7. Hard Hunted (1992)
  8. Fit to Kill (1993)
  9. Enemy Gold (1993)
  10. The Dallas Connection (1994)
  11. Day of the Warrior (1996)
  12. L.E.T.H.A.L. Ladies: Return to Savage Beach (1998)

- Michael Shayne *
  1. Michael Shayne: Private Detective (1940)
  2. Sleepers West (1941)
  3. Dressed to Kill (1941)
  4. Blue, White and Perfect (1942)
  5. The Man Who Wouldn't Die (1942)
  6. Just Off Broadway (1942)
  7. Time to Kill (1942)
  8. Murder Is My Business (1946)
  9. Larceny in Her Heart (1946)
  10. Blonde for a Day (1946)
  11. Three on a Ticket (1947)
  12. Too Many Winners (1947)
- Nemuri Kyoshirō (Matsukata Hiroki series)
  1. Sleepy Eyes of Death 1: The Chinese Jade (1963)
  2. Sleepy Eyes of Death 2: Sword of Adventure (1964)
  3. Sleepy Eyes of Death 3: Full Circle Killing (1964)
  4. Sleepy Eyes of Death 4: Sword of Seduction (1964)
  5. Sleepy Eyes of Death 5: Sword of Fire (1965)
  6. Sleepy Eyes of Death 6: Sword of Satan (1965)
  7. Sleepy Eyes of Death 7: The Mask of the Princess (1966)
  8. Sleepy Eyes of Death 8: Sword of Villainy (1966)
  9. Sleepy Eyes of Death 9: A Trail of Traps (1967)
  10. Sleepy Eyes of Death 10: Hell Is a Woman (1968)
  11. Sleepy Eyes of Death 11: In the Spider's Lair (1968)
  12. Sleepy Eyes of Death 12: Castle Menagerie (1969)
- Red Head Comedies
  1. Cleopatra and Her Easy Mark (1923)
  2. Columbus Discovers a New Whirl (1923)
  3. Kidding Captain Kidd (1923)
  4. Napoleon Not So Great (1923)
  5. Rip Without a Wink (1923)
  6. Robinson Crusoe Returns on Friday (1923)
  7. A Whale of a Story (1923)
  8. How Troy Was Collared (1923)
  9. The Jones Boys Sister (1923)
  10. What Did William Tell (1923)
  11. Why Sitting Bull Stood Up (1923)
  12. The Jones Boys Sister (1923)
- Star Trek ******
  1. Star Trek: The Motion Picture (1979)
  2. Star Trek II: The Wrath of Khan (1982)
  3. Star Trek III: The Search for Spock (1984)
  4. Star Trek IV: The Voyage Home (1986)
  5. Star Trek V: The Final Frontier (1989)
  6. Star Trek VI: The Undiscovered Country (1991)
  7. Star Trek: Generations (1994)
  8. Star Trek: First Contact (1996)
  9. Star Trek: Insurrection (1998)
  10. Star Trek: Nemesis (2002)
  11. Star Trek (2009) (prequel    reboot)
  12. Star Trek into Darkness (2013)
- The Studie Series
  1. Studie Nr. 1 (1929)
  2. Studie Nr. 2 (1930)
  3. Studie Nr. 3 (1930)
  4. Studie Nr. 4 (1930)
  5. Studie Nr. 5 (1930)
  6. Studie Nr. 6 (1930)
  7. Studie Nr. 7 (1931)
  8. Studie Nr. 8 (1931)
  9. Studie Nr. 9 (1931)
  10. Studie Nr. 10 (1932)
  11. Studie Nr. 11 (1932)
  12. Studie Nr. 14 (1933)
- Terry Kelly
  1. Glove Slingers (1939)
  2. Pleased to Mitt You (1940)
  3. Fresh as a Freshman (1941)
  4. Glove Affair (1941)
  5. Mitt Me Tonight (1941)
  6. The Kink of the Campus (1941)
  7. Glove Birds (1942)
  8. A Study in Socks (1942)
  9. College Belles (1942)
  10. The Great Glover (1942)
  11. Socks Appeal (1943)
  12. His Girl's Worst Friend (1943)

## 13 filme
- Ace the Wonder Dog
  1. Blind Alibi (1938)
  2. Orphans of the Street (1938)
  3. Home on the Range (1938)
  4. Almost a Gentleman (aka Magnificent Outcast) (1939)
  5. The Rookie Cop (aka Swift Vengeance) (1939)
  6. Girl from God's Country (1940)
  7. The Girl from Alaska (1942)
  8. War Dogs (aka Pride of the Army, Unsung Heroes) (1942)
  9. Silent Witness (aka Attorney for the Defense) (1943)
  10. Headin' for God's Country (1943)
  11. The Monster Maker (1944)
  12. Danny Boy (1946)
  13. God's Country (1946)
- Bratz *
  1. Bratz: Starrin & Stylin' (2004) (V)
  2. Bratz Rock Angelz (2004) (V)
  3. Bratz Genie Magic (2005) (V)
  4. Bratz Babyz: The Movie (2005) (V)
  5. Bratz Forever Diamondz (2005) (V)
  6. Bratz Fashion Pixiez (2006) (V)
  7. Bratz Kidz: Sleep-Over Adventure (2006) (V)
  8. Bratz Super Babyz (2007) (V)
  9. Bratz: The Movie (2007) (live-action)
  10. Bratz Kidz Fairy Tales (2007) (V)
  11. Bratz Babyz Save Christmas (2007) (V)
  12. Bratz Girls Really Rock (2008) (V)
  13. Bratz Pampered Petz (2008) (V)
- Keystone Cops
  1. Hoffmeyer's Legacy (1912)
  2. The Bangville Police (1913)
  3. The Gangsters (1913)
  4. Barney Oldfield's Race for a Life (1913)
  5. Mabel's New Hero (1913)
  6. Making a Living (1914)
  7. Tillie's Punctured Romance (1914)
  8. In the Clutches of the Gang (1914)
  9. The Noise of Bombs (1914)
  10. Love, Loot and Crash (1915)
  11. Wished on Mabel (1915)
  12. Love, Speed and Thrills (1915)
  13. Abbott and Costello Meet the Keystone Kops (1955)
- Mothra
  1. Mothra (1961)
  2. Mothra vs. Godzilla (1964)
  3. Ghidorah, the Three-Headed Monster (1964)
  4. Ebirah, Horror of the Deep (1966)
  5. Destroy All Monsters (1968)
  6. Godzilla vs. Mothra (1992)
  7. Godzilla vs. SpaceGodzilla (1994)
  8. Rebirth of Mothra (1996)
  9. Rebirth of Mothra II (1997)
  10. Rebirth of Mothra III (1998)
  11. Godzilla, Mothra & King Ghidorah: Giant Monsters All-Out Attack (2001)
  12. Godzilla: Tokyo S.O.S. (2003)
  13. Godzilla: Final Wars (2004)
- The Land Before Time *
  1. The Land Before Time (1988)
  2. The Land Before Time II: The Great Valley Adventure (1994) (V)
  3. The Land Before Time III: The Time of the Great Giving (1995) (V)
  4. The Land Before Time IV: Journey Through the Mists (1996) (V)
  5. The Land Before Time V: The Mysterious Island (1997) (V)
  6. The Land Before Time VI: The Secret of Saurus Rock (1998) (V)
  7. The Land Before Time VII: The Stone of Cold Fire (2000) (V)
  8. The Land Before Time VIII: The Big Freeze (2001) (V)
  9. The Land Before Time IX: Journey to Big Water (2002) (V)
  10. The Land Before Time X: The Great Longneck Migration (2003) (V)
  11. The Land Before Time XI: Invasion of the Tinysauruses (2005) (V)
  12. The Land Before Time XII: The Great Day of the Flyers (2007) (TV)
  13. The Land Before Time XIII: The Wisdom of Friends (2007) (V)

- Pekka Puupää
  1. Pekka Puupää (1953)
  2. Pekka Puupää kesälaitumilla (1953)
  3. Pekka ja Pätkä lumimiehen jäljillä (1954)
  4. Pekka ja Pätkä puistotäteinä (1955)
  5. Kiinni on ja pysyy (1955)
  6. Pekka ja Pätkä pahassa pulassa (1955)
  7. Pekka ja Pätkä ketjukolarissa (1957)
  8. Pekka ja Pätkä salapoliiseina (1957)
  9. Pekka ja Pätkä sammakkomiehinä (1957)
  10. Pekka ja Pätkä Suezilla (1958)
  11. Pekka ja Pätkä miljonääreinä (1958)
  12. Pekka ja Pätkä mestarimaalareina (1959)
  13. Pekka ja Pätkä neekereinä (1960)
- The Scales of Justice
  1. The Guilty Party (1962)
  2. A Woman's Privilege (1962)
  3. Moment of Decision (1962)
  4. Position of Trust (1963)
  5. The Undesirable Neighbour (1963)
  6. The Invisible Asset (1963)
  7. Personal and Confidential (1965)
  8. The Hidden Face (1965)
  9. The Material Witness (1965)
  10. Company of Fools (1966)
  11. The Haunted Man (1966)
  12. Infamous Conduct (1966)
  13. Payment in Kind (1967)
- Schulmädchen-Report
  1. Schulmädchen-Report: Was Eltern nicht für möglich halten (1970)
  2. Schulmädchen-Report 2: Was Eltern den Schlaf raubt (1971)
  3. Schulmädchen-Report 3. Teil - Was Eltern nicht mal ahnen (1972)
  4. Schulmädchen-Report 4. Teil - Was Eltern oft verzweifeln lässt (1972)
  5. Schulmädchen-Report 5. Teil - Was Eltern wirklich wissen sollten (1973)
  6. Schulmädchen-Report 6: Was Eltern gern vertuschen möchten (1973)
  7. Schulmädchen-Report 7: Doch das Herz muß dabei sein (1974)
  8. Schulmädchen-Report 8: Was Eltern nie erfahren dürfen (1974)
  9. Schulmädchen-Report 9: Reifeprüfung vor dem Abitur (1975)
  10. Schulmädchen-Report 10: Irgendwann fängt jede an (1976)
  11. Schulmädchen-Report 11. Teil - Probieren geht über Studieren (1977)
  12. Schulmädchen-Report 12. Teil - Wenn das die Mammi wüßte (1978)
  13. Vergiss beim Sex die Liebe nicht - Der neue Schulmächenreport 13. Teil (1980)
- Shake, Rattle & Roll
  1. Shake, Rattle & Roll (1984)
  2. Shake, Rattle & Roll II (1990)
  3. Shake, Rattle & Roll III (1991)
  4. Shake, Rattle & Roll IV (1992)
  5. Shake, Rattle & Roll V (1994)
  6. Shake, Rattle & Roll VI (1997)
  7. Shake, Rattle & Roll 2k5 (2005)
  8. Shake, Rattle & Roll 8 (2006)
  9. Shake, Rattle & Roll 9 (2007)
  10. Shake, Rattle & Roll X (2008)
  11. Shake, Rattle & Roll XI (2009)
  12. Shake, Rattle & Roll XII (2010)
  13. Shake, Rattle & Roll 13 (2011)
- Wangan Midnight *
  1. Wangan Midnight (1991)
  2. Wangan Midnight II (1993)
  3. Wangan Midnight III (1993)
  4. Wangan Midnight 4 (1993)
  5. Wangan Midnight Special Director's Cut Complete Edition (1994)
  6. Wangan Midnight Final: GT-R Legend - Act 1 (1994)
  7. Wangan Midnight Final: GT-R Legend - Act 2 (1994)
  8. Devil GT-R Full Tuning (1994)
  9. Showdown! Devil GT-R (1994)
  10. Wangan Midnight S30 vs. Gold GT-R - Part I (1998)
  11. Wangan Midnight S30 vs. Gold GT-R - Part II (1998)
  12. Wangan Midnight Return (2001)
  13. Wangan Midnight: The Movie (2009)
- Witchcraft
  1. Witchcraft (1988)
  2. Witchcraft II: The Temptress (1990)
  3. Witchcraft III: The Kiss of Death (1991)
  4. Witchcraft IV: The Virgin Heart (1992)
  5. Witchcraft V: Dance with the Devil (1993)
  6. Witchcraft VI: The Devil's Mistress (1994)
  7. Witchcraft VII: Judgement Hour (1995)
  8. Witchcraft VIII: Salem's Ghost (1996)
  9. Witchcraft IX: Bitter Flesh (1997)
  10. Witchcraft X: Mistress of the Craft (1998)
  11. Witchcraft XI: Sisters in Blood (2000)
  12. Witchcraft XII: In the Lair of the Serpent (2002)
  13. Witchcraft XIII: Blood of the Chosen (2006)

## 14 filme
- American Film Theatre
  1. The Man in the Glass Booth (1975)
  2. In Celebration (1975)
  3. Galileo (1975)
  4. Jacques Brel Is Alive and Well and Living in Paris (1975)
  5. Philadelphia, Here I Come (1975)
  6. Lost in the Stars (1974)
  7. Rhinoceros (1974)
  8. Butley (1974)
  9. The Maids (1974)
  10. A Delicate Balance (1973)
  11. The Homecoming (1973)
  12. The Iceman Cometh (1973)
  13. Luther (1973)
  14. Three Sisters (1970)
- Darna *
  1. Darna (1951)
  2. Darna at ang Babaeng Lawin (1952)
  3. Si Darna at ang Impakta (1963)
  4. Isputnik vs. Darna (1963)
  5. Darna at ang Babaing Tuod (1964)
  6. Si Darna at ang Planetman (1969)
  7. Lipad, Darna, lipad! (1973)
  8. Darna and the Giants (1974)
  9. Darna vs. the Planet Women (1975)
  10. Darna, kuno? (1979)
  11. Bira! Darna! Bira! (1979)
  12. Darna at Ding (1980)
  13. Darna (1991)
  14. Darna: The Return (1994)
- FIFA World Cup
  1. German Giants (1954)
  2. Hinein! (1958)
  3. Viva Brazil (1962)
  4. Goal! (1966)
  5. The World at Their Feet (1970)
  6. Heading for Glory (1974)
  7. Campeones (1978)
  8. G'olé! (1982)
  9. Hero (1987)
  10. Soccer Shoot-Out (1990)
  11. Two Billion Hearts (1994)
  12. La Coupe de la Gloire (1998)
  13. Seven Games from Glory (2002)
  14. The Grand Finale (2006) (V)
- Olsen-banden (Danish series)
  1. Olsen-banden (1968)
  2. Olsen-banden på spanden (1969)
  3. Olsen-banden i Jylland (1971)
  4. Olsen-bandens store kup (1972)
  5. Olsen-banden går amok (1973)
  6. Olsen-bandens sidste bedrifter (1974)
  7. Olsen-banden på sporet (1975)
  8. Olsen-banden ser rødt (1976)
  9. Olsen-banden deruda (1977)
  10. Olsen-banden går i krig (1978)
  11. Olsen-banden overgiver sig aldrig (1979)
  12. Olsen-bandens flugt over plankeværket (1981)
  13. Olsen-banden over alle bjerge (1981)
  14. Olsen-bandens sidste stik (1998)

- Olsen-banden (Norwegian series)
  1. Olsenbanden Operasjon Egon (1969)
  2. Olsenbanden og Dynamitt-Harry (1970)
  3. Olsenbanden tar gull (1972)
  4. Olsenbanden og Dynamitt-Harry går amok (1973)
  5. Olsenbanden møter Kongen og Knekten (1974)
  6. Olsenbandens siste bedrifter (1975)
  7. Olsenbanden for full musikk (1976)
  8. Olsenbanden og Dynamitt-Harry på sporet (1977)
  9. Olsenbanden og Data-Harry sprenger verdensbanken (1978)
  10. Olsenbanden mot nye høyder (1979)
  11. Olsenbanden gir seg aldri (1981)
  12. Olsenbandens aller siste kupp (1982)
  13. …men Olsenbanden var ikke død (1984)
  14. Olsenbandens siste stikk (1999)
- Basil Rathbone Sherlock Holmes series
  1. The Hound of the Baskervilles (1939) (Twentieth Century Fox series)
  2. The Adventures of Sherlock Holmes (1939)
  3. Sherlock Holmes and the Voice of Terror (1942) (Universal Pictures series)
  4. Sherlock Holmes and the Secret Weapon (1943)
  5. Sherlock Holmes in Washington (1943)
  6. Sherlock Holmes Faces Death (1943)
  7. The Spider Woman (1944)
  8. The Scarlet Claw (1944)
  9. The Pearl of Death (1944)
  10. Sherlock Holmes and the House of Fear (1945)
  11. The Woman in Green (1945)
  12. Pursuit to Algiers (1945)
  13. Terror by Night (1946)
  14. Dressed to Kill (1946)
- Winnie the Pooh ****
  1. The Many Adventures of Winnie the Pooh (1977)
  2. Winnie the Pooh and Friends (1985)
  3. Pooh's Grand Adventure: The Search for Christopher Robin (1997) (V)
  4. Winnie the Pooh: Seasons of Giving (1999) (V)
  5. The Tigger Movie (2000)
  6. The Book of Pooh: Stories from the Heart (2001) (V)
  7. Winnie the Pooh: A Very Merry Pooh Year (2002) (V)
  8. Piglet's Big Movie (2003)
  9. Winnie the Pooh: Springtime with Roo (2004) (V)
  10. Pooh's Heffalump Movie (2005)
  11. Pooh's Heffalump Halloween Movie (2005) (V)
  12. My Friends Tigger and Pooh: Super Sleuth Christmas Movie (2007) (V)
  13. My Friends Tigger and Pooh: Tigger & Pooh and A Musical Too (2009) (V)
  14. Winnie the Pooh (2011)

## 15 films
- Looney Tunes *******(a)
  1. Daffy Duck and Porky Pig Meet the Groovie Goolies (1972) (TV)
  2. Bugs Bunny: Superstar (1975)
  3. The Bugs Bunny/Road Runner Movie (1979)
  4. The Looney Looney Looney Bugs Bunny Movie (1981)
  5. Bugs Bunny's 3rd Movie: 1001 Rabbit Tales (1982)
  6. Daffy Duck's Fantastic Island (1983)
  7. Daffy Duck's Quackbusters (1988)
  8. Tiny Toon Adventures: How I Spent My Vacation (1992) (TV)
  9. Space Jam (1996)
  10. The Looney Tunes Hall of Fame (1999) (V)
  11. Tweety's High-Flying Adventure (2000) (V)
  12. Baby Looney Tunes' Eggs-traordinary Adventure (2003) (V)
  13. Looney Tunes: Back in Action (2003)
  14. Bah, Humduck! A Looney Tunes Christmas (2006) (V)
  15. Marvin the Martian (2011)
- Pokémon
  1. Mewtwo Strikes Back (1998, 1999)
  2. The Power of One (1999, 2000)
  3. Spell of the Unown (2000, 2001)
  4. Pokémon 4Ever (2001, 2002)
  5. Pokémon Heroes (2002, 2003)
  6. Jirachi Wishmaker (2003, 2004)
  7. Destiny Deoxys (2004, 2005)
  8. Lucario and the Mystery of Mew (2005, 2006)
  9. Pokémon Ranger and the Temple of the Sea (2006, 2007)
  10. The Rise of Darkrai (2007, 2008)
  11. Giratina and the Sky Warrior (2008, 2009)
  12. Arceus and the Jewel of Life (2009)
  13. Zoroark: Master of Illusions (2010, 2011)
  14. White - Victini and Zekrom and Black - Victini and Reshiram (both 2011)
  15. Kyurem vs. the Sword of Justice (2012)
- The Perils of Our Girl Reporters
  1. A Long Lane (1917)
  2. Ace High (1917)
  3. Birds of Prey (1917)
  4. Misjudged (1917)
  5. Outwitted (1917)
  6. Taking Chances (1917)
  7. The Black Door (1917)
  8. The Jade Necklace (1917)
  9. The Meeting (1917)
  10. The Schemers (1917)
  11. The Smite of Conscience (1917)
  12. The White Trail (1917)
  13. Many a Slip (1917)
  14. The Counterfeiters (1917)
  15. Kidnapped (1917)

- Philo Vance
  1. The Canary Murder Case (1929)
  2. The Greene Murder Case (1929)
  3. The Benson Murder Case (1930)
  4. The Bishop Murder Case (1930)
  5. The Kennel Murder Case (1933)
  6. The Dragon Murder Case (1934)
  7. The Casino Murder Case (1935)
  8. The Garden Murder Case (1936)
  9. The Scarab Murder Case (1936)
  10. Night of Mystery (1937)
  11. The Gracie Allen Murder Case (1939)
  12. Calling Philo Vance (1940)
  13. Philo Vance Returns (1947)
  14. Philo Vance's Gamble (1947)
  15. 'Philo Vance's Secret Mission (1947)

- Dragon Ball Z ***
  1. Dead Zone (1989) (V)
  2. The World's Strongest (1990) (V)
  3. The Tree of Might (1990) (V)
  4. Lord Slug (1991) (V)
  5. Cooler's Revenge (1991) (V)
  6. The Return of Cooler (1992) (V)
  7. Super Android 13! (1992) (V)
  8. Broly: The Legendary Super Saiyan (1993) (V)
  9. Bojack Unbound (1993) (V)
  10. Broly: Second Coming (1994) (V)
  11. Bio-Broly (1994) (V)
  12. Fusion Reborn (1995) (V)
  13. Wrath of the Dragon (1995) (V)
  14. The Path to Power (1996) (TV)
  15. Yo! Son Goku and His Friends Return!! (2008) (V)

- Little Tough Guys (Dead End Kids)
  1. Little Tough Guy (1938)
  2. Little Tough Guys in Society (1938)
  3. Newsboys' Home (1939)
  4. Code of the Streets (1939)
  5. Call a Messenger (1939)
  6. You're Not So Tough (1940)
  7. Junior G-Men (1940) (serial)
  8. Give Us Wings (1940)
  9. Hit the Road (1941)
  10. Sea Raiders (1941) (serial)
  11. Mob Town (1941)
  12. Junior G-Men of the Air (1942) (serial)
  13. Tough As They Come (1942)
  14. Mug Town (1943)
  15. Keep 'Em Slugging (1943)

## 16 filme
- Detective Conan *
  1. The Timed-Bomb Skyscraper (1997)
  2. The Fourteenth Target (1998)
  3. The Last Wizard of the Century (1999)
  4. Captured in Her Eyes (2000)
  5. Countdown to Heaven (2001)
  6. The Phantom of Baker Street (2002)
  7. Crossroad in the Ancient Capital (2003)
  8. Magician of the Silver Sky (2004)
  9. Strategy Above the Depths (2005)
  10. The Private Eyes' Requiem (2006)
  11. Jolly Roger in the Deep Azure (2007)
  12. Full Score of Fear (2008)
  13. The Raven Chaser (2009)
  14. The Lost Ship in the Sky (2010)
  15. Quarter of Silence (2011)
  16. The Eleventh Striker (2012)
- Dr. Kildare *
  1. Internes Can't Take Money (1937)
  2. Young Dr. Kildare (1938)
  3. Calling Dr. Kildare (1939)
  4. The Secret of Dr. Kildare (1939)
  5. Dr. Kildare's Strange Case (1940)
  6. Dr. Kildare Goes Home (1940)
  7. Dr. Kildare's Crisis (1940)
  8. The People vs. Dr. Kildare (1941)
  9. Dr. Kildare's Wedding Day (1941)
  10. Dr. Kildare's Victory (1942)
  11. Calling Dr. Gillespie (1942)
  12. Dr. Gillespie's New Assistant (1942)
  13. Dr. Gillespie's Criminal Case (1943)
  14. Three Men in White (1944)
  15. Between Two Women (1945)
  16. Dark Delusion (1947)
- The Falcon
  1. The Gay Falcon (1941)
  2. A Date with the Falcon (1941)
  3. The Falcon Takes Over (1942)
  4. The Falcon's Brother (1942)
  5. The Falcon Strikes Back (1943)
  6. The Falcon in Danger (1943)
  7. The Falcon and the Co-eds (1943)
  8. The Falcon Out West (1944)
  9. The Falcon in Mexico (1944)
  10. The Falcon in Hollywood (1944)
  11. The Falcon in San Francisco (1945)
  12. The Falcon's Alibi (1946)
  13. The Falcon's Adventure (1946)
  14. Devil's Cargo (1948)
  15. Appointment with Murder (1948)
  16. Search for Danger (1949)
- Jungle Jim with Johnny Weissmuller
  1. Jungle Jim (1948)
  2. The Lost Tribe (1949)
  3. Captive Girl (1950)
  4. Mark of the Gorilla (1950)
  5. Jungle Jim in Pygmy Island (1950)
  6. Fury of the Congo (1951)
  7. Jungle Manhunt (1951)
  8. Jungle Jim in the Forbidden Land (1952)
  9. Voodoo Tiger (1952)
  10. Savage Mutiny (1953)
  11. Valley of the Headhunters (1953)
  12. Killer Ape (1953)
  13. Jungle Man-Eaters (1954)
  14. Cannibal Attack (1954)
  15. Jungle Moon Men (1955)
  16. Devil Goddess (1956)

- Marx Brothers
  1. Humor Risk (1921)
  2. The Cocoanuts (1929)
  3. Animal Crackers (1930)
  4. The House That Shadows Built (1931)
  5. Monkey Business (1931)
  6. Horse Feathers (1932)
  7. Duck Soup (1933)
  8. A Night at the Opera (1935)
  9. A Day at the Races (1937)
  10. Room Service (1938)
  11. At the Circus (1939)
  12. Go West (1940)
  13. The Big Store (1941)
  14. A Night in Casablanca (1946)
  15. Love Happy (1949)
  16. The Story of Mankind (1957)
- Old Mother Riley
  1. Old Mother Riley (1937)
  2. Kathleen Mavourneen (1937)
  3. Old Mother Riley MP (1938)
  4. Old Mother Riley in Paris (1938)
  5. Old Mother Riley Joins Up (1939)
  6. Old Mother Riley in Society (1940)
  7. Old Mother Riley in Business (1940)
  8. Old Mother Riley's Circus (1941)
  9. Old Mother Riley's Ghost (1941)
  10. Old Mother Riley Overseas (1943)
  11. Old Mother Riley Detective (1943)
  12. Old Mother Riley at Home (1945)
  13. Old Mother Riley's New Venture (1949)
  14. Old Mother Riley Headmistress (1950)
  15. Old Mother Riley's Jungle Treasure (1951)
  16. Old Mother Riley Meets the Vampire (1952)
- Vacanze di Natale
  1. Vacanze di Natale (1983)
  2. Vacanze in America (1985)
  3. Montecarlo Gran Casinò (1987)
  4. Vacanze di Natale '90 (1990)
  5. Vacanze di Natale '91 (1991)
  6. Vacanze di Natale '95 (1995)
  7. Vacanze di Natale 2000 (1999)
  8. Merry Christmas (2001)
  9. Natale sul Nilo (2002)
  10. Natale in India (2003)
  11. Christmas in Love (2004)
  12. Natale a Miami (2005)
  13. Natale a New York (2006)
  14. Natale in crociera (2007)
  15. Natale a Rio (2008)
  16. Natale a Beverly Hills (2009)

## 17 filme
- Andy Hardy
  1. A Family Affair (1937)
  2. You're Only Young Once (1937)
  3. Judge Hardy's Children (1938)
  4. Love Finds Andy Hardy (1938)
  5. Out West with the Hardys (1938)
  6. Andy Hardy's Dilemma (1938) (short film)
  7. The Hardys Ride High (1939)
  8. Andy Hardy Gets Spring Fever (1939)
  9. Judge Hardy and Son (1939)
  10. Andy Hardy Meets Debutante (1940)
  11. Andy Hardy's Private Secretary (1941)
  12. Life Begins for Andy Hardy (1941)
  13. The Courtship of Andy Hardy (1942)
  14. Andy Hardy's Double Life (1942)
  15. Andy Hardy's Blonde Trouble (1944)
  16. Love Laughs at Andy Hardy (1947)
  17. Andy Hardy Comes Home (1958)
- Jones Family (film series)
  1. Every Saturday Night (1936)
  2. Educating Father (1936)
  3. Back to Nature (1936)
  4. Off to the Races (1937)
  5. Big Business (1937)
  6. Hot Water (1937)
  7. Borrowing Trouble (1937)
  8. Love on a Budget (1938)
  9. A Trip to Paris (1938)
  10. Safety in Numbers (1938)
  11. Down on the Farm (1938)
  12. Everybody's Baby (1939)
  13. The Jones Family in Hollywood (1939)
  14. Quick Millions (1939)
  15. Too Busy to Work (1939)
  16. Young as You Feel (1940)
  17. On Their Own (1940)
- The Lone Rider
  1. The Lone Rider Rides On (1941)
  2. The Lone Rider Crosses the Rio (1941)
  3. The Lone Rider in Ghost Town (1941)
  4. The Lone Rider in Frontier Fury (1941)
  5. The Lone Rider Ambushed (1941)
  6. The Lone Rider Fights Back (1941)
  7. The Lone Rider and the Bandit (1942)
  8. The Lone Rider in Cheyenne (1942)
  9. The Lone Rider in Texas Justice (1942)
  10. Border Roundup (1942)
  11. Overland Stagecoach (1942)
  12. Outlaws of Boulder Pass (1942)
  13. Wild Horse Rustlers (1943)
  14. Death Rides the Plains (1943)
  15. Wolves of the Range (1943)
  16. Law of the Saddle (1943)
  17. Raiders of Red Gap (1943)

- Rin Tin Tin *
  1. The Man from Hell's River (1922)
  2. Where the North Begins (1923)
  3. Shadows of the North (1923)
  4. The Lighthouse by the Sea (1924)
  5. Clash of the Wolves (1925)
  6. The Night Cry (1926)
  7. While London Sleeps (1926)
  8. Hills of Kentucky (1927)
  9. Tracked by the Police (1927)
  10. A Race for Life (1928)
  11. Jaws of Steel  (1928)
  12. The Million Dollar Collar (1929)
  13. A Dog of the Regiment (1929)
  14. Tiger Rose (1929)
  15. The Lightning Warrior (1931)
  16. The Adventures of Rex and Rinty (1935) (serial)
  17. The Return of Rin Tin Tin (1947)
- Walt Disney's True-Life Adventures
  1. Seal Island (1948)
  2. In Beaver Valley (1950)
  3. Nature's Half Acre (1951)
  4. Water Birds (1952)
  5. The Olympic Elk (1952)
  6. Bear Country (1953)
  7. The Living Desert (1953)
  8. Prowlers of the Everglades (1953)
  9. The Vanishing Prairie (1954)
  10. The African Lion (1955)
  11. Secrets of Life (1956)
  12. Perri (1957)
  13. White Wilderness (1958)
  14. Mysteries of the Deep (1959)
  15. Jungle Cat (1959)
  16. Nature's Strangest Creatures (1959)
  17. Islands of the Sea (1960)

## 18 filme
- National Lampoon
  1. National Lampoon's Animal House (1978)
  2. National Lampoon's Class Reunion (1982)
  3. National Lampoon Goes to the Movies (1983)
  4. O.C. and Stiggs (1987)
  5. National Lampoon's Loaded Weapon 1 (1993)
  6. National Lampoon's Attack of the 5 Ft. 2 In. Women (1994) (TV)
  7. National Lampoon's Last Resort (aka Last Resort, or National Lampoon's Scuba School) (1994)
  8. National Lampoon's Men in White (1998) (TV)
  9. National Lampoon's Senior Trip (1995)
  10. Repli-Kate (2002)
  11. National Lampoon's Barely Legal (2003)
  12. National Lampoon's Gold Diggers (aka National Lampoon's Lady Killers) (2003)
  13. National Lampoon's Going the Distance (2004)
  14. National Lampoon's Adam & Eve (2005)
  15. National Lampoon's Pledge This! (2006)
  16. National Lampoon's TV: The Movie (2007)
  17. RoboDoc (2008)
  18. National Lampoon's Ratko: The Dictator's Son (2009)

- Maneater Series
  1. Blood Monkey (2007) (TV)
  2. In the Spider's Web (2007) (TV)
  3. Maneater (2007) (TV)
  4. Croc (2007) (TV)
  5. Eye of the Beast (2007) (TV)
  6. Grizzly Rage (2007) (TV)
  7. The Hive (2008) (TV)
  8. Black Swarm (2008) (TV)
  9. Hybrid (2008) (TV)
  10. Shark Swarm (2008) (TV)
  11. Vipers (2008) (TV)
  12. Yeti (2008) (TV)
  13. Swamp Devil (2008) (TV)
  14. Wyvern (2009) (TV)
  15. Sea Beast (2009) (TV)
  16. Sand Serpents (2009) (TV)
  17. Rise of the Gargoyles (2009) (TV)
  18. Carny (2009) (TV)
- Moments of Truth
  1. A Champion's Fight (1998) (TV)
  2. Abduction of Innocence (1996) (TV)
  3. When Friendship Kills aka A Secret Between Friends (1996) (TV)
  4. Accident aka Reckless Nights: The Accident (1997) (TV)
  5. Someone to Love Me (1998) (TV)
  6. Justice for Annie (1996) (TV)
  7. The Other Mother (1995) (TV)
  8. Deceived by Trust (1995) (TV)
  9. Playing to Win (1998) (TV)
  10. Stand Against Fear (1996) (TV)
  11. Why My Daughter? (1993) (TV)
  12. Eye of the Stalker (1995) (TV)
  13. Murder or Memory? (1994) (TV)
  14. Cradle of Conspiracy (1994) (TV)
  15. Broken Pledges (1994) (TV)
  16. Stalking Back (1993) (TV)
  17. A Child Too Many (1993) (TV)
  18. Shattered Dreams (1990) (TV)

## 19 filme
- Crayon Shin-chan *
  1. Action Kamen vs Haigure Devil (1993)
  2. Treasure of Buri Buri Kingdom (1994)
  3. Plot of Unkokusai (1995)
  4. Adventure in Henderland (1996)
  5. Pursuit of the Dark Tama Tama (1997)
  6. Mission:1000bolts!! Pig's Hoof's Secret Mission!! (1998)
  7. Exciting Battle at the Hot Spring/Kureshin Paradise! Made in Saitama (1999)
  8. Rumble in the Jungle (2000)
  9. The Adult Empire Strikes Back (2001)
  10. The Battle of the Warring States (2002)
  11. Glorious Grilled Meat Road (2003)
  12. The Kasukabe Boys of the Evening Sun (2004)
  13. Buri Buri 3 Minutes Charge (2005)
  14. Dance! Amigo! (2006)
  15. The Singing Bomb (2007)
  16. Friday Pike Brave the Storm - Called a Decree (2008)
  17. Roar! Kasukabe Wild Kingdom (2009)
  18. Crayon Shin-chan: Super-Dimension! The Storm Called My Bride (2010)
  19. Crayon Shin-chan: The Storm Called: Operation Golden Spy (2011)
- Hercules
  1. Le Fatiche di Ercole (The Labors of Hercules) (1957)
  2. Ercole e la regina di Lidia (Hercules and the Queen of Lydia) (1959)
  3. La Vendetta di Ercole (The Revenge of Hercules) (1960)
  4. Gli Amori di Ercole (The Loves of Hercules) (1960)
  5. Ercole alla conquista di Atlantide (Hercules at the Conquest of Atlantis) (1961) starring Reg Park (aka Hercules and the Haunted Women, Hercules Conquers Atlantis)
  6. Ercole al centro della terra (Hercules at the Center of the Earth) (1961)
  7. Maciste contro Ercole nella valle dei guai (Maciste Vs. Hercules in the Vale of Woe) (1961)
  8. Ulisse contro Ercole (Ulysses Vs. Hercules) (1962)
  9. La Furia di Ercole (The Fury of Hercules) (1962) (aka The Fury of Samson)
  10. Ercole sfida Sansone (Hercules Challenges Samson) (1963)
  11. Ercole contro Molock (Hercules Vs. Moloch) (1963) (aka The Conquest of Mycene)
  12. Ercole l'invincibile (Hercules, the Invincible) (1964)
  13. il Trionfo di Ercole (The Triumph of Hercules) (1964) (aka Hercules and the Ten Avengers)
  14. Ercole contro Roma (Hercules Against Rome) (1964)
  15. Ercole contro i figli del sole (Hercules Against the Sons of the Sun) (1964)
  16. Ercole, Sansone, Maciste e Ursus: gli invincibili (Hercules, Samson, Maciste and Ursus: the Invincibles) (1964)
  17. Ercole contro i tiranni di Babilonia (Hercules Against the Tyrants of Babylon) (1964)
  18. Hercules and the Princess of Troy (1965) (aka Hercules vs. the Sea Monster)
  19. Sfida dei giganti (Challenge of the Giants) (1965) (TV)
- Koichiro Uno Sex Stories
  1. Koichiro Uno's Up & Wet (1976)
  2. Koichiro Uno's Yummy and Meaty (1977)
  3. Koichiro Uno's Up and Down (1977)
  4. Koichiro Uno's Wet and Open (1979)
  5. Koichiro Uno's Nurses' Journal (1979)
  6. Koichiro Uno's Female Gymnastic Teacher (1979)
  7. Koichiro Uno's Moist and Steamy (1979)
  8. Koichiro Uno's Wet and Purring (1980)
  9. Koichiro Uno's Hotel Maid Diary (1980)
  10. Koichiro Uno's Shell Competition (1980)
  11. Koichiro Uno's Adultery Diary (1980)
  12. Koichiro Uno's Wet and Riding (1981)
  13. Koichiro Uno's Teasing A Wife (1982)
  14. Koichiro Uno's Female Doctor Is Also Wet (1982)
  15. Koichiro Uno's Dirty Sisters' Barber Shoppe (1983)
  16. Koichiro Uno's Wet and Leering (1983)
  17. Koichiro Uno's Wet and Swinging (1984)
  18. Koichiro Uno's Dancer of Izu (1984)
  19. Koichiro Uno's Caressing the Peach (1985)

- Mind's Eye (A)
  1. The Mind's Eye: A Computer Animation Odyssey (1990)
  2. Beyond the Mind's Eye (1992)
  3. The Gate to the Mind's Eye (1994)
  4. Odyssey Into The Mind's Eye (1996)
  5. Virtual Nature: A Computer Generated Visual Odyssey From the Makers of the Mind's Eye (1993)
  6. The Mind's Eye Presents Luminous Visions (1998)
  7. The Mind's Eye Presents Ancient Alien (1998)
  8. The Mind's Eye Presents Little Bytes (2000)
  9. Imaginaria (1994)
  10. Turbulence (1997)
  11. Computer Animation Festival Volume 1.0 (1993)
  12. Computer Animation Festival Volume 2.0 (1994)
  13. Computer Animation Festival Volume 3.0 (1996)
  14. Cyberscape: A Computer Animation Vision (1997)
  15. The Mind's Eye Presents Computer Animation Classics (1997)
  16. The Mind's Eye Presents Computer Animation Showcase (1997)
  17. The Mind's Eye Presents Computer Animation Celebration (1998)
  18. Computer Animation Marvels (1999)
  19. Computer Animation Extravaganza (2000)
- Red Shoe Diaries *
  1. Red Shoe Diaries (1992) (TV)
  2. Red Shoe Diaries 2: Double Dare (1993) (V)
  3. Red Shoe Diaries 3: Another Woman's Lipstick' (1993) (V) 
  4. Red Shoe Diaries 9: Hotline (1994)
  5. Red Shoe Diaries 4: Auto Erotica (1994) (V)
  6. Red Shoe Diaries 5: Weekend Pass (1995) (V)
  7. Red Shoe Diaries 13: Four on the Floor (1996) (V)
  8. Red Shoe Diaries 9: Slow Train (1996) (V)
  9. Red Shoe Diaries 6: How I Met My Husband (1996) (V)
  10. Red Shoe Diaries 11: Farmer's Daughter (1997) (V)
  11. Red Shoe Diaries 16: Temple of Flesh (1997) (V)
  12. Red Shoe Diaries 7: Burning Up (1997) (V)
  13. Red Shoe Diaries 8: Night of Abandon (1997) (V)
  14. Red Shoe Diaries 12: Girl on a Bike (2000) (V)
  15. Red Shoe Diaries 18: The Game (2000) (V)
  16. Red Shoe Diaries 14: Luscious Lola (2000) (V)
  17. Red Shoe Diaries 19: As She Wishes (2001) (V)
  18. Red Shoe Diaries 17: Swimming Naked (2001) (V)
  19. Red Shoe Diaries 15: Forbidden Zone (2002) (V)
- Uuno Turhapuro
  1. Uuno Turhapuro (1973)
  2. Professori Uuno D.G. Turhapuro (1975)
  3. Lottovoittaja UKK Turhapuro (1976)
  4. Häpy Endkö? Eli kuinka Uuno Turhapuro sai niin kauniin ja rikkaan vaimon (1977)
  5. Rautakauppias Uuno Turhapuro - presidentin vävy (1978)
  6. Uuno Turhapuron aviokriisi (1981)
  7. Uuno Turhapuro menettää muistinsa (1982)
  8. Uuno Turhapuron muisti palailee pätkittäin (1983)
  9. Uuno Turhapuro armeijan leivissä (1984)
  10. Uuno Epsanjassa (1985)
  11. Uuno Turhapuro muuttaa maalle (1986)
  12. Uuno Turhapuro – kaksoisagentti (1987)
  13. Tupla-Uuno (1988)
  14. Uunon huikeat poikamiesvuodet maaseudulla (1990)
  15. Uuno Turhapuro - herra Helsingin herra (1991)
  16. Uuno Turhapuro - Suomen tasavallan herra presidentti (1992)
  17. Uuno Turhapuron poika (1994)
  18. Johtaja Uuno Turhapuro - pisnismies (1998)
  19. Uuno Turhapuro – This Is My Life (2004)

## 20 filme
- Debbie Does Dallas *
  1. Debbie Does Dallas (1978)
  2. Debbie Does Dallas 2 (1981)
  3. Debbie Does Dallas 3 (1985)
  4. Debbie Does Dallas 4 (1988)
  5. Debbie Does Dallas 5 (1988)
  6. Debbie Does Las Vegas (1982)
  7. Debbie Does 'em All (1985)
  8. Debbie Does the Devil in Dallas (1987)
  9. Debbie Does 'em All 2 (1988)
  10. Debbie Does 'em All 3 (1989)
  11. Debbie Does Wall Street (1991) (V)
  12. Dallas Does Debbie (1992) (V)
  13. Debbie Does Dallas Again (1994) (V)
  14. Debbie Does Dallas: The Next Generation(1997) (V)
  15. Debbie Does Dallas '99 (1999) (V)
  16. Debbie Does Iowa (2000) (V)
  17. Debbie Does New Orleans (2000) (V)
  18. Debbie Does Dallas: The Revenge (2003) (V)
  19. Debbie Does Dallas: East vs. West (2004) (V)
  20. Debbie Does S&M (2005) (V)

- Scooby-Doo * (a)
  1. Scooby Goes Hollywood (1979) (TV)
  2. Scooby-Doo Meets the Boo Brothers (1987) (TV)
  3. Scooby-Doo and the Reluctant Werewolf (1988) (TV)
  4. Scooby-Doo and the Ghoul School (1988) (TV)
  5. Arabian Nights (1994) (TV)
  6. Scooby-Doo on Zombie Island (1998) (V)
  7. Scooby-Doo and the Witch's Ghost (1999) (V)
  8. Scooby-Doo and the Alien Invaders (2000) (V)
  9. Night of the Living Doo (2000) (TV)
  10. Scooby-Doo and the Cyber Chase (2001) (V)
  11. Scooby-Doo and the Legend of the Vampire (2003) (V)
  12. Scooby-Doo and the Monster of Mexico (2003) (V)
  13. Scooby-Doo and the Loch Ness Monster (2004) (V)
  14. Aloha, Scooby-Doo! (2005) (V)
  15. Scooby Doo in Where's My Mummy? (2005) (V)
  16. Scooby-Doo! Pirates Ahoy! (2006) (V)
  17. Chill Out, Scooby-Doo! (2007) (V)
  18. Scooby-Doo and the Goblin King (2008)  (V)
  19. Scooby-Doo and the Samurai Sword (2009)  (V)
  20. Scooby-Doo! Abracadabra-Doo (2010)  (V)